# Волошківська сільська рада
Волошкі́вська сільська́ ра́да — адміністративно-територіальна одиниця та орган місцевого самоврядування в Сокирянському районі Чернівецької області. Адміністративний центр — село Волошкове.

## Загальні відомості
- Населення ради: 773 особи (станом на 2001 рік)

## Населені пункти
Сільській раді були підпорядковані населені пункти:
- с. Волошкове

## Склад ради
Рада складалася з 12 депутатів та голови.
- Голова ради: Чорний Олександр Васильович
- Секретар ради: Микитюк Лілія Сергіївна

### Керівний склад попередніх скликань
| Прізвище, ім'я, по батькові | Основні відомості                                                                     | Дата обрання | Дата звільнення |
| --------------------------- | ------------------------------------------------------------------------------------- | ------------ | --------------- |
| Чорний Олександр Васильович | Сільський голова, 1970 року народження, освіта вища, член Української Народної Партії | 26.03.2006   | 31.10.2010      |
| Чорний Олександр Васильович | Сільський голова, 1970 року народження, освіта вища, член Української Народної Партії | 31.10.2010   |                 |

Примітка: таблиця складена за даними сайту Верховної Ради України

### Депутати
За результатами місцевих виборів 2010 року депутатами ради стали:

#### За суб'єктами висування
| Суб'єкт висування                                       | Кількість обраних депутатів | %    |
| ------------------------------------------------------- | --------------------------- | ---- |
| Самовисування                                           | 11                          | 91,7 |
| Політична партія Всеукраїнське об'єднання «Батьківщина» | 1                           | 8,3  |

#### За округами
| № округу                                                | Прізвище, ім'я, по батькові | Дата визнання обраним | Освіта             | Партійна приналежність                        | Відомості про обраного депутата                                |
| ------------------------------------------------------- | --------------------------- | --------------------- | ------------------ | --------------------------------------------- | -------------------------------------------------------------- |
| Політична партія Всеукраїнське об'єднання «Батьківщина» |                             |                       |                    |                                               |                                                                |
| 4                                                       | Гусар Людмила Василівна     | 02.11.2010            | вища               | член Всеукраїнського об'єднання «Батьківщина» | тимчасово не працює                                            |
| Самовисування                                           |                             |                       |                    |                                               |                                                                |
| 1                                                       | Чабан Наталія Вікторівна    | 02.11.2010            | середня спеціальна | позапартійна                                  | Волошківська загальноосвітня школа, кухар (декретна відпустка) |
| 2                                                       | Микитюк Світлана Василівна  | 02.11.2010            | середня спеціальна | позапартійна                                  | Волошківській дитячий садок, помічник вихователя               |
| 3                                                       | Гончар Марія Кирилівна      | 02.11.2010            | вища               | позапартійна                                  | Волошківській дитячий садок, бухгалтер                         |
| 5                                                       | Кушнір Микола Миколайович   | 02.11.2010            | вища               | позапартійний                                 | Державна карантинна інспекція, карантинний інспектор           |
| 6                                                       | Чорна Наталія Василівна     | 02.11.2010            | середня            | позапартійна                                  | Волошківська сільська рада, техпрацівник                       |
| 7                                                       | Анатійчук Ольга Сергіївна   | 02.11.2010            | вища               | позапартійна                                  | Волошківська загальноосвітня школа, вчитель англійської мови   |
| 8                                                       | Микитюк Лілія Сергіївна     | 02.11.2010            | вища               | позапартійна                                  | Волошківська загальноосвітня школа, вчитель молодших класів    |
| 9                                                       | Чорна Людмила Миколаївна    | 02.11.2010            | вища               | позапартійна                                  | Волошківська сільська рада, головний бухгалтер                 |
| 10                                                      | Гончар Руслана Василівна    | 02.11.2010            | вища               | позапартійна                                  | Волошківській БНТД, бібліотекар                                |
| 11                                                      | Чорний Віктор Миколайович   | 02.11.2010            | вища               | позапартійний                                 | Волошківська сільська рада, землевпорядник                     |
| 12                                                      | Боднар Володимир Петрович   | 02.11.2010            | середня спеціальна | позапартійний                                 | Дністровська ГАЕС, охоронець                                   |